# Anna Kargopoltseva
Anna Kargopoltseva (en russe : Анна Каргопольцева) est une ancienne joueuse russe de volley-ball née le 13 août 1991. Elle mesure 1,82 m et jouait au poste de libero. 

## Clubs
| Club                | De        | À         |
| ------------------- | --------- | --------- |
| Avtodor-Metar       | 2007-2008 | 2008-2009 |
| Fakel Novy Ourengoï | 2009-2010 | 2011-2012 |